# Kościół św. Józefa Oblubieńca Najświętszej Maryi Panny w Bierutowie
Kościół świętego Józefa Oblubieńca Najświętszej Maryi Panny w Bierutowie – rzymskokatolicki kościół parafialny należący do dekanatu Oleśnica Wschód archidiecezji wrocławskiej.

## Historia i architektura
Świątynia została wybudowana w latach 1891–1893 i reprezentuje styl neogotycki. Jest to budowla murowana wzniesiona z cegły licówki, posiada dwie nawy. Od strony północnej jest umieszczona wieża, u podstawy na planie prostokąta, powyżej na planie kwadratu, zwieńczona strzelistym ośmiobocznym dachem hełmowym. Dach jest pokryty dachówką z lukarnami. Okna są ozdobione ostrołukami i rozglifione uskokowo. Wejście do świątyni jest umieszczone w wieży, jest ono ozdobione ostrołukami. Nad wejściem jest umieszczone okrągłe okno.
Ołtarz główny i ołtarze boczne znajdujące się w kaplicach przy prezbiterium reprezentują styl neogotycki. Ze starszego wyposażenia zachował się jedynie kielich w stylu gotyckim wykonany w XVI wieku, na sześciobocznej stopie jest umieszczony posąg Chrystusa Ukrzyżowanego, pod stopą są umieszczone inicjały DVQ RQGVB oraz data 1656.

## Galeria

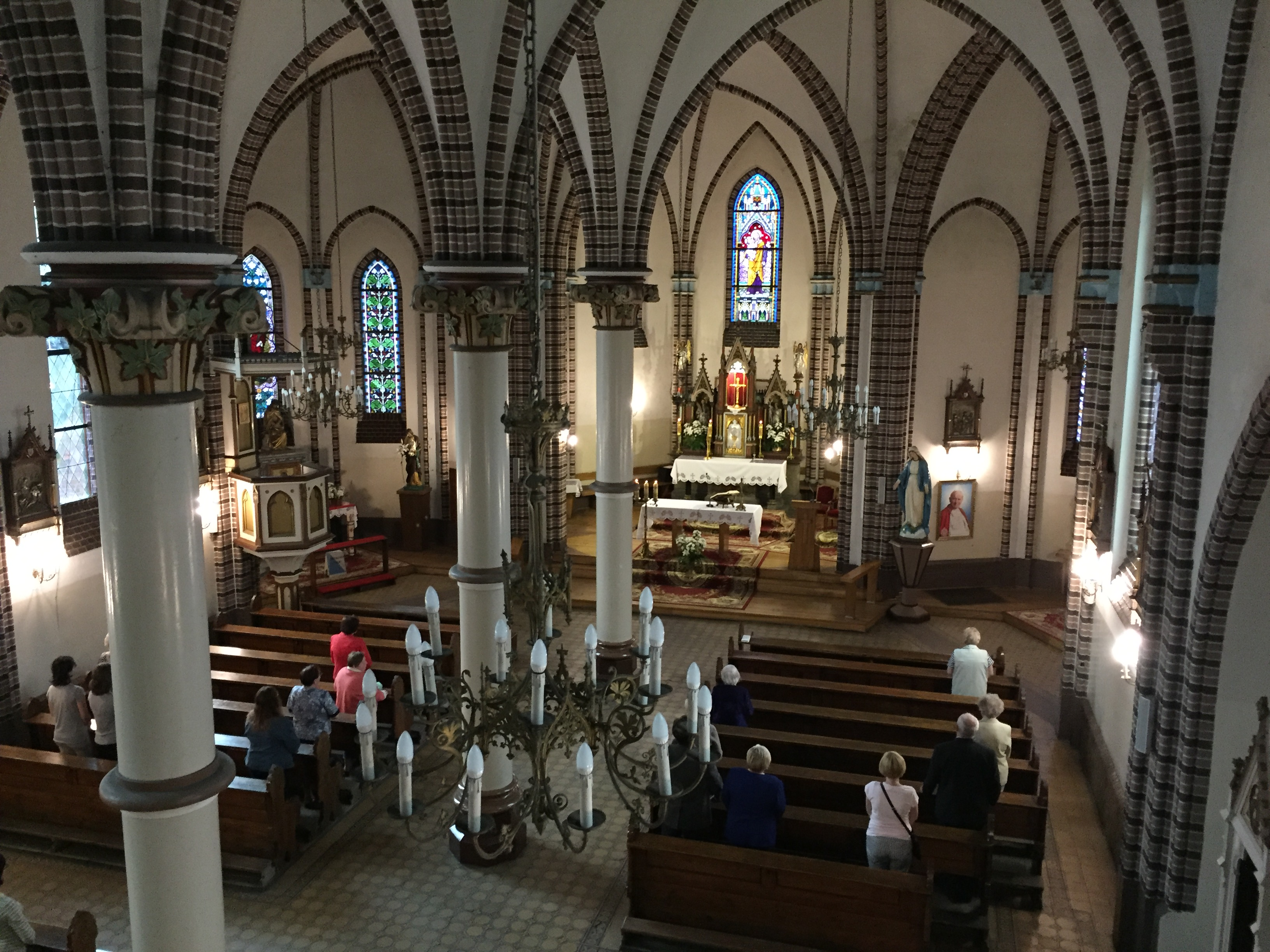
Wnętrze kościoła podczas nabożeństwa, widziane z chóru
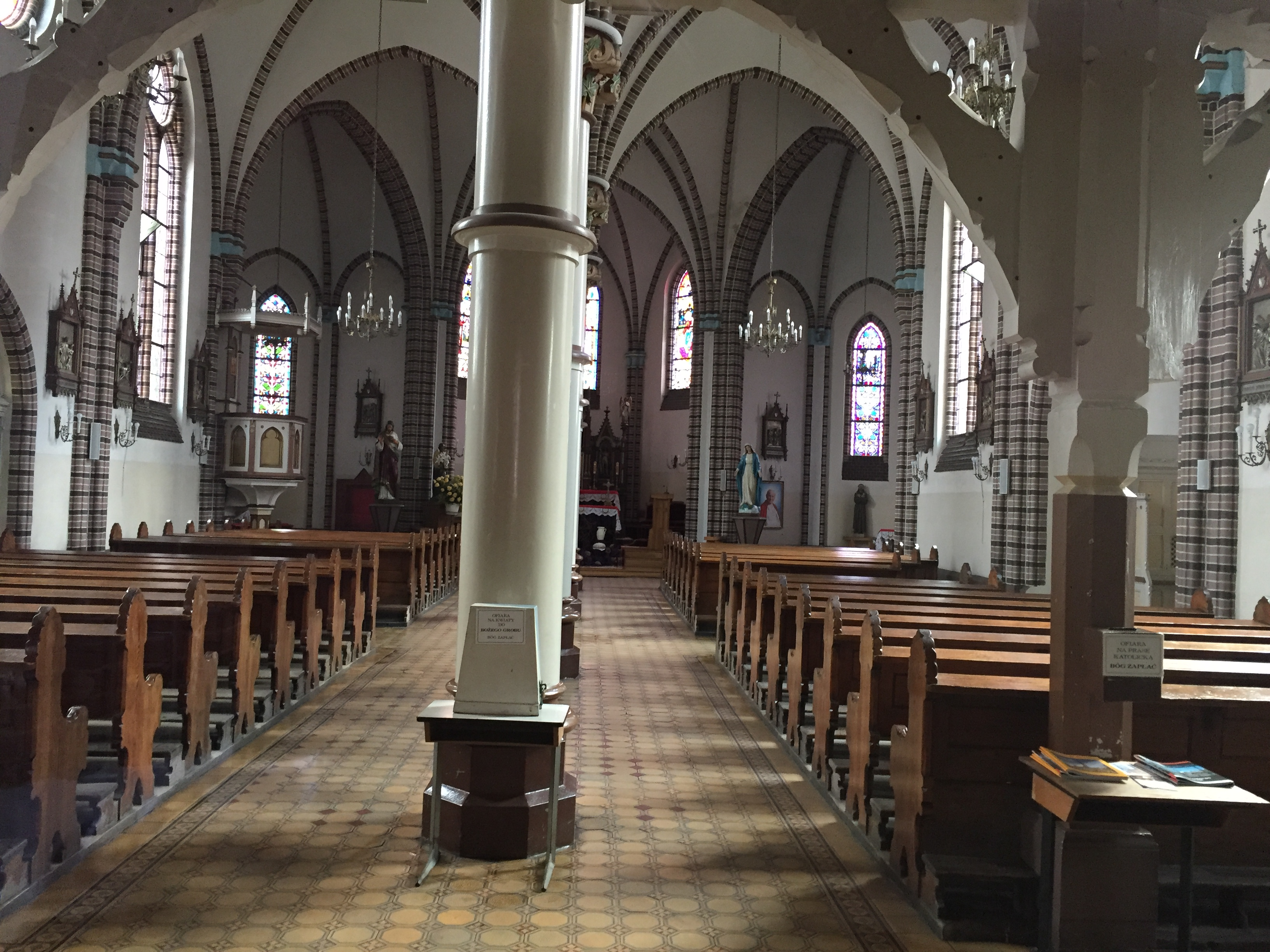
Wnętrze kościoła z charakterystycznymi filarami podtrzymującymi sklepienie, znajdującymi się pośrodku przejścia
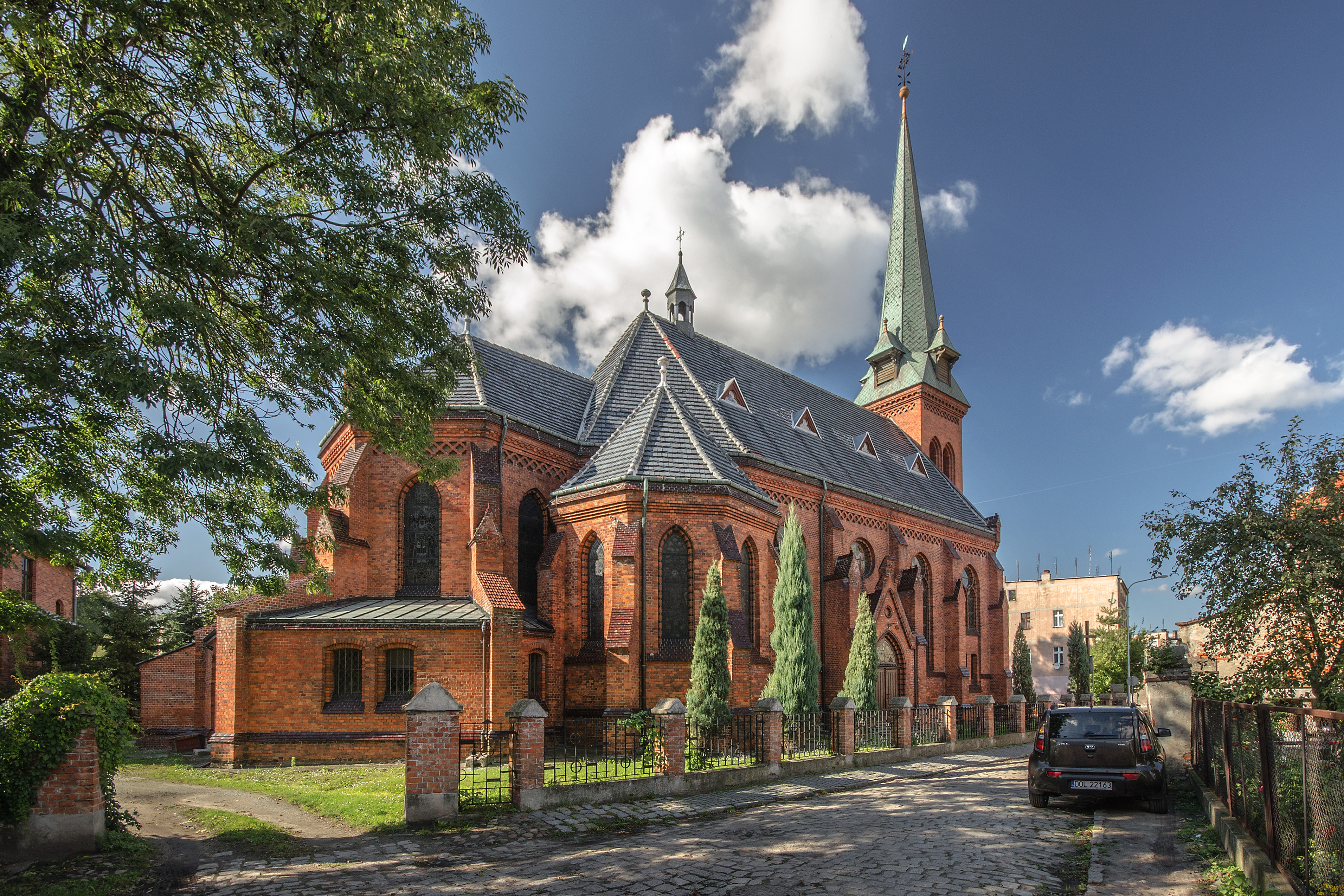
Kościół św. Józefa Oblubieńca NMP - widok z ulicy Browarnej
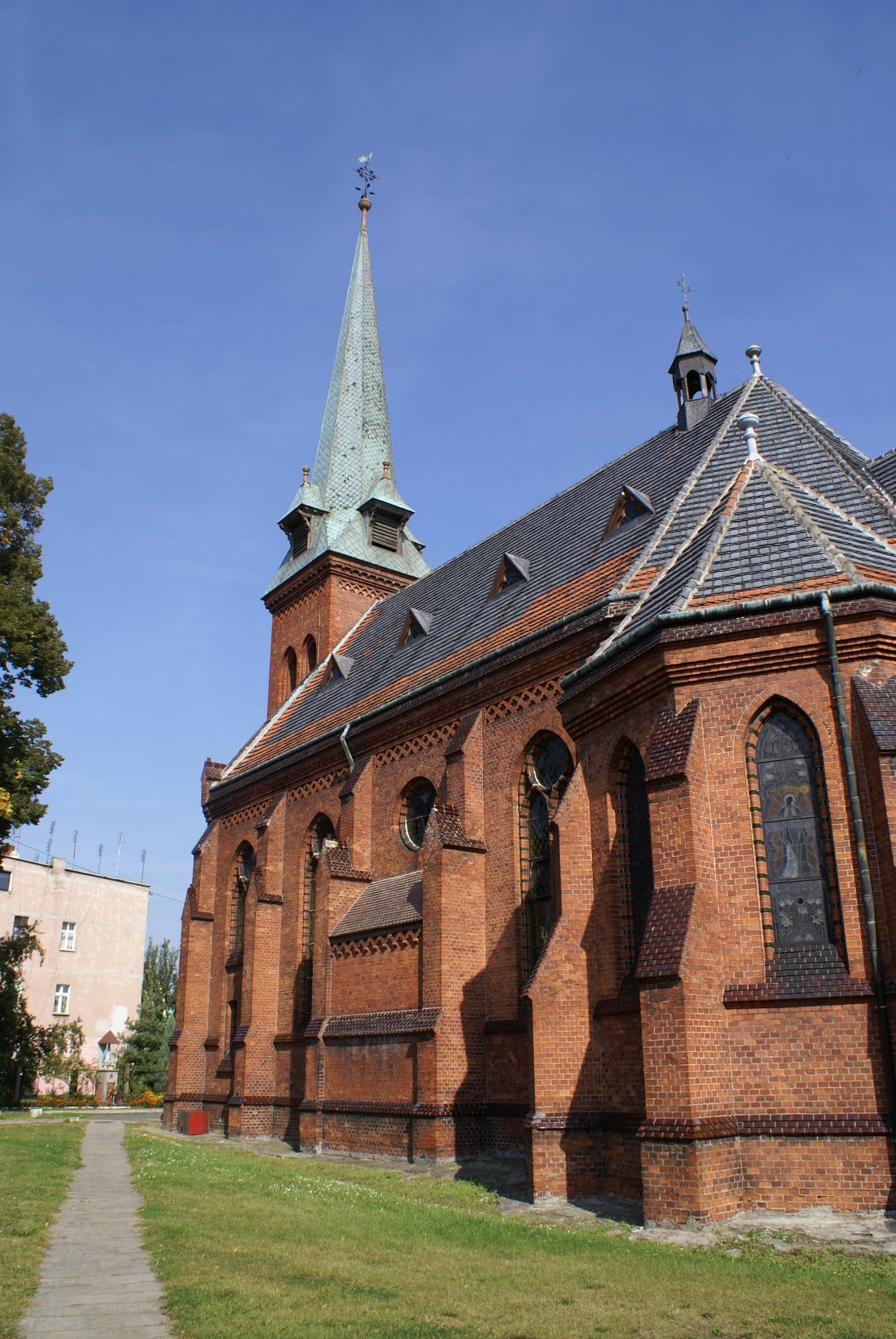
Kościół św. Józefa Oblubieńca NMP - widok od południowego zachodu